# Stora Kopparbergsdräkten

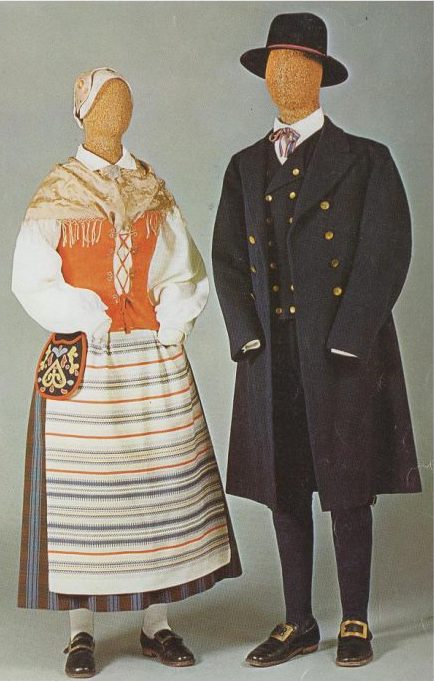
Stora Kopparbergsdräkten för herr och dam.

Stora Kopparbergsdräkten är en folkdräkt (eller bygdedräkt) från Stora Kopparbergs socken i Dalarna.

## Kvinnodräkt
Den kvinnliga dräkten komponerades 1953 och förebilden är en klänning bestående av kjol och jacka som återfanns i byn Rog i Stora Kopparbergs socken. Den bär tydliga spår av det modeinflytande under 1860-1870 som bergsmännen förde med sig. Livstycket och överdelen har komponerats utifrån tidstypiska plagg och färgerna är valda utifrån faluröd koppar, jorden och vattnet. Dräkten består av:
- kjol - av halvylletyg, rutig i brunt och blått. Veckad i midjan, har rynkparti i ryggen.
- livstycke - av rödbrunt halvlinnetyg. Har skört med motveck back och i sidorna, samt snöres fram i maljor av silver och rödbrun snodd.
- förkläde
  - i bomull med vit botten och mönsterränder på tvären i blått, rött och gult.
  - vitt förkläde - används vid högtidliga tillfällen
- överdel - av linne med stripade ryknor vid ärmlinnarna. Ca 4cm breda och knäpps med länkknappa. Krage och ärmlinningar broderade med hålsöm och nuggor; förslag fram har nuggor.
- halskläde - av mönstervävt siden eller vitt tunt broderat bomulltyg. Kedjestygn i vitt.
- huvudbonad - bindmössa av siden, broderad med silke. Stycke av vitt bomullstyg med trätt mönster.
- kjolsäck - av blått ylletyg med röd kant och broderade applikationer
- fotbonad
  - vita strumpor

## Mansdräkt
Den manliga dräkten komponerade 1956 och arbetades fram med ledning av traditionsuppteckningar, närliggande socknars dräktskick samt en 1860-talsrock av bonjourtyp, vilken kom från samma gård i Rog som den kvinnliga dräktens förebild. Dräkten består av:
- rock - marinblå, dubbelknäpt med mässingsknappar
- byxa - bred lucja med kappar
- skjorta - vit i linne. Länkknappar till ärmen. Och med ett vävt knytband kring halsen av linne randat med blått, orange, brunt och vitt.
- fotbonad:
  - blå yllestrumpor
  - svarta lågklackade skor med mässingsspännen